# Дун Дун, Сильванус
Сильванус Дун Дун (англ. Sylvanus Dung Dung, 27 января 1949) — индийский хоккеист (хоккей на траве), защитник. Олимпийский чемпион 1980 года.

## Биография
Сильванус Дун Дун родился 27 января 1949 года. Жил в округе Симдега в Джаркханде.
В 1965—1988 годах служил в индийской армии. Играл в хоккей на траве за «Бихар» и «Сервисез» из Нью-Дели.
В 1978 году в составе сборной Индии завоевал серебряную медаль хоккейного турнира летних Азиатских игр в Бангкоке.
В 1980 году вошёл в состав сборной Индии по хоккею на траве на летних Олимпийских играх в Москве и завоевал золотую медаль. Играл на позиции защитника, провёл 5 матчей, мячей не забивал.
По окончании игровой карьеры стал тренером, работал с командой Центрального командования из Лакхнау, выиграв с ней четыре армейских чемпионата.
В 2003 году в интервью жаловался на бедность: по словам Дун Дуна, он был вынужден кормить на свою пенсию троих сыновей, дочь и племянницу и рассматривал возможность продать свои медали. 
В 2016 году был удостоен премии Дхиана Чанда.